# Guntersblum
Guntersblum est une municipalité et chef-lieu de la Verbandsgemeinde Guntersblum, dans l'arrondissement de Mayence-Bingen, en Rhénanie-Palatinat, dans l'ouest de l'Allemagne.

## Jumelage
- Muldenstein (Allemagne)
- Saulxures-lès-Nancy (France)

## Personnalités
- Ferdinand Kehrer (1837-1914), gynécologue allemand, pionnier de la césarienne moderne, né à Guntersblum.
- Georg Glaser

## Illustrations

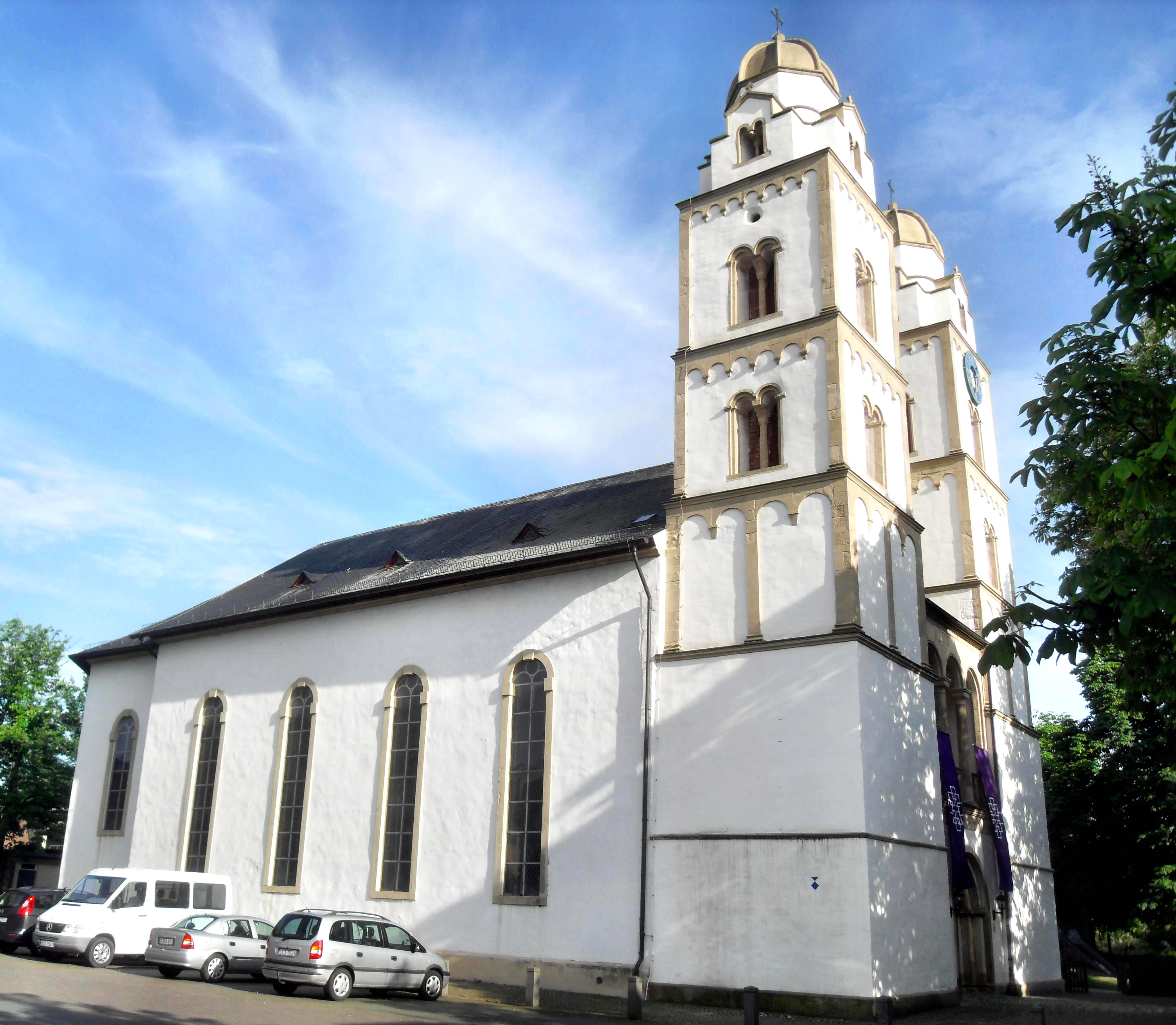
Église évangélique
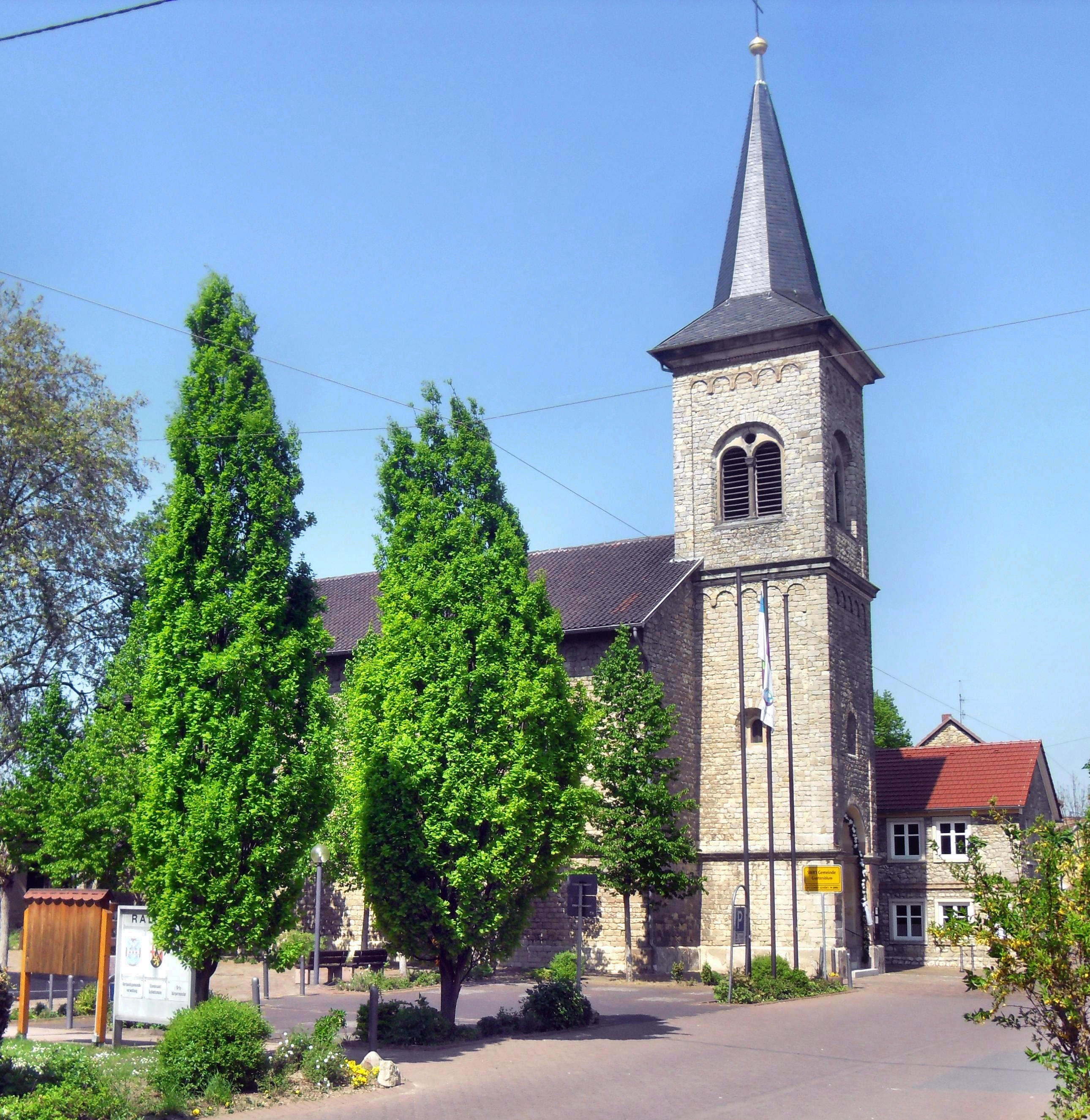
Église catholique
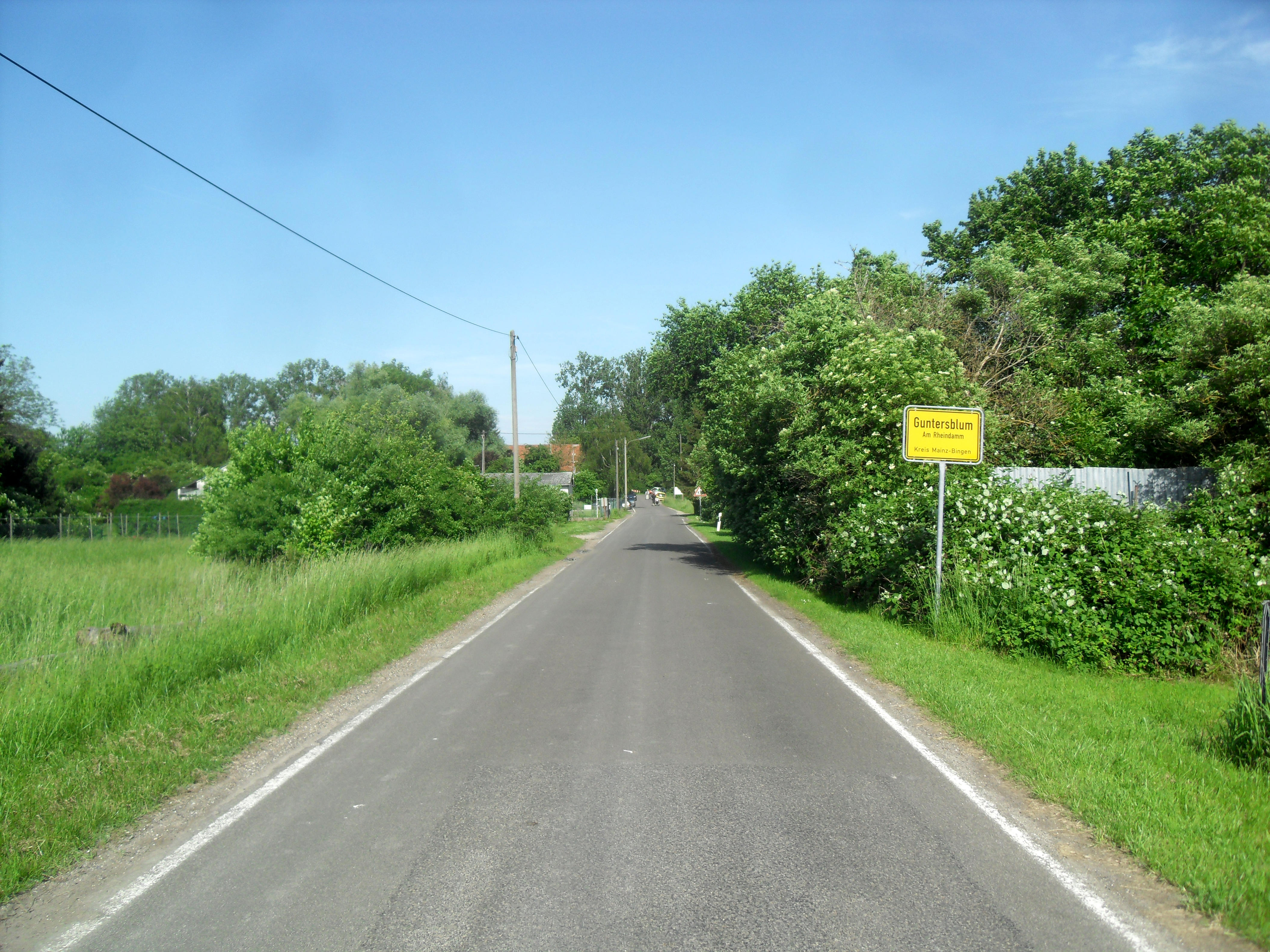
Route menant à Guntersblum
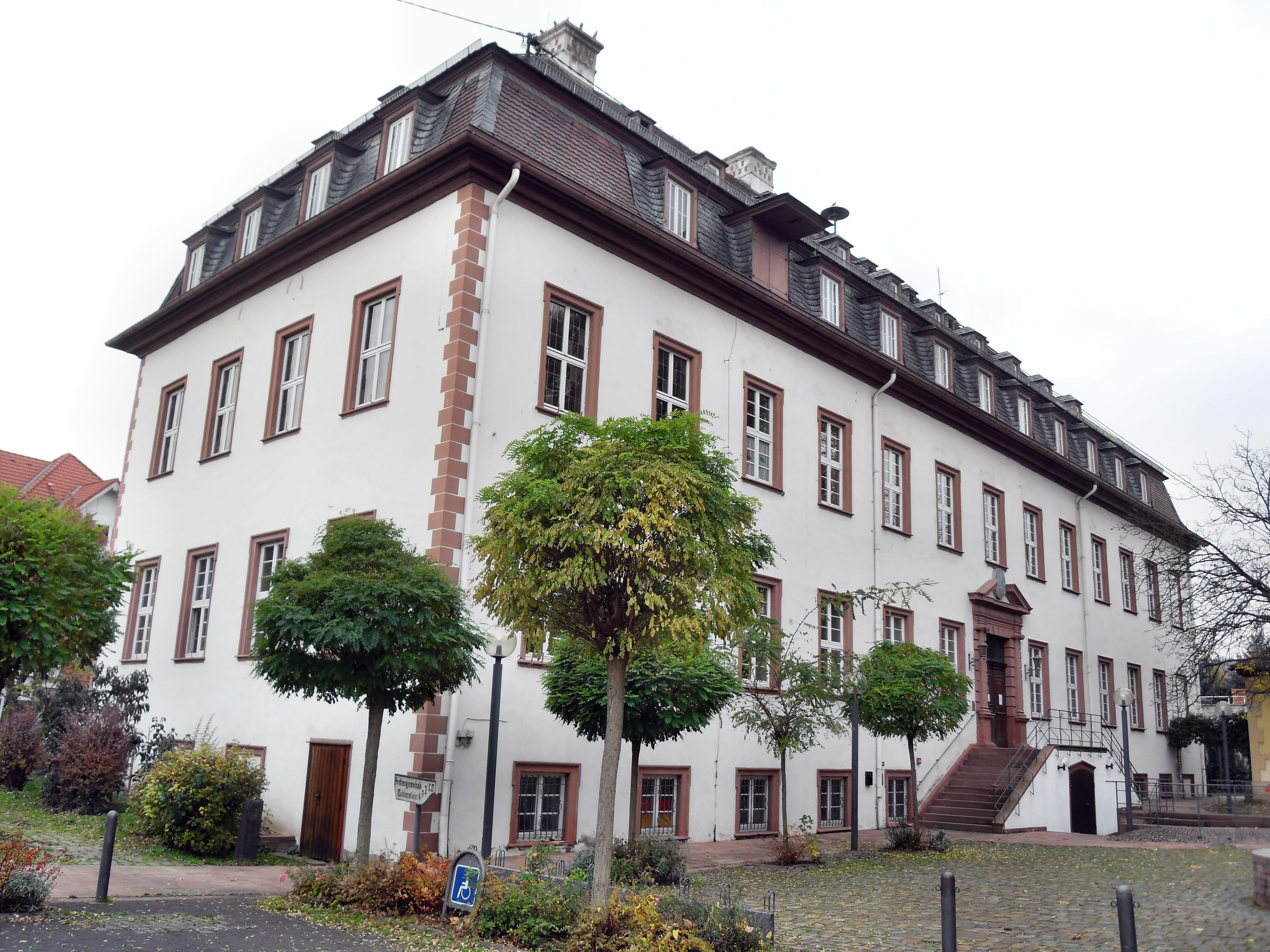
Mairie
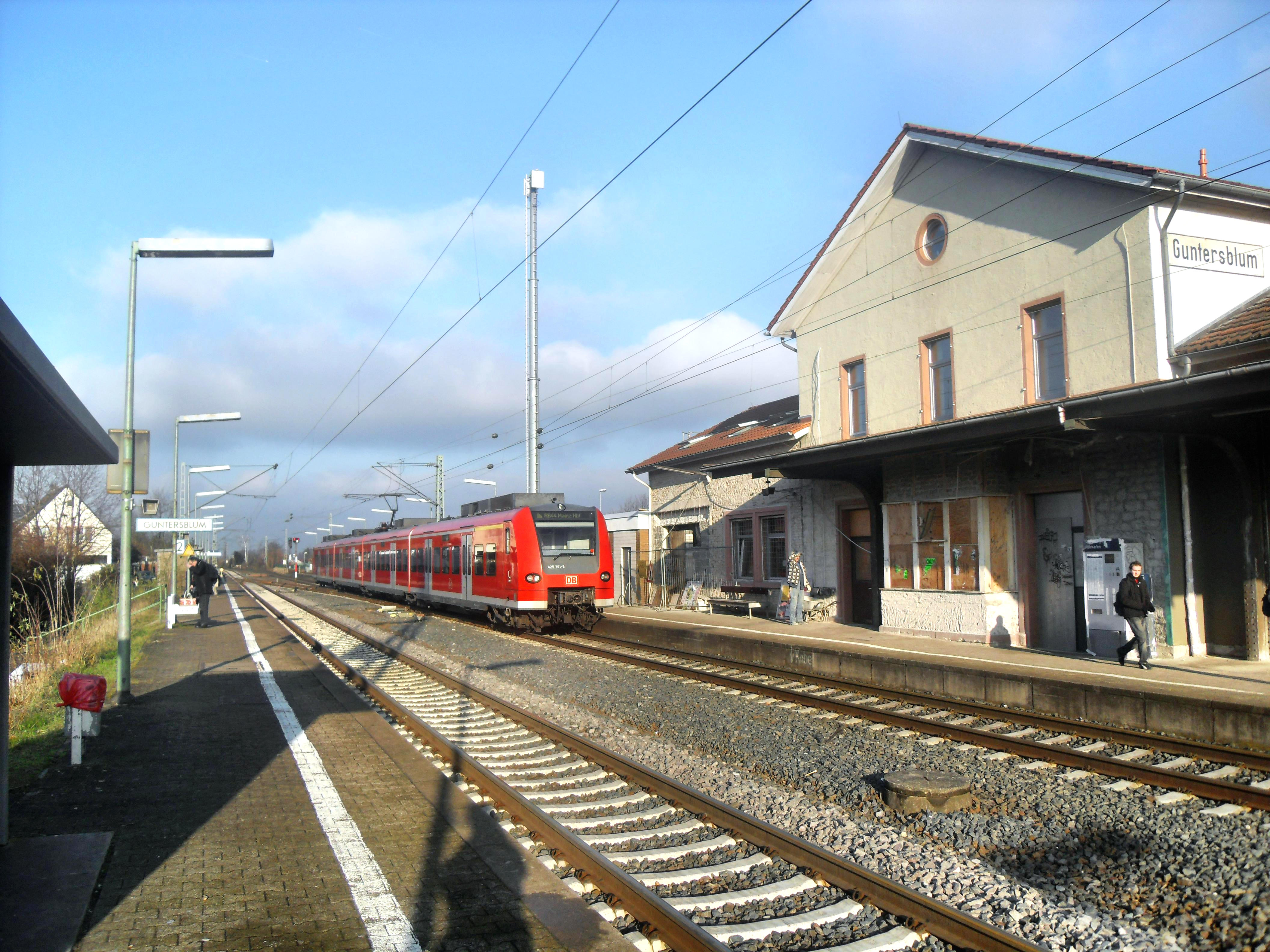
Gare
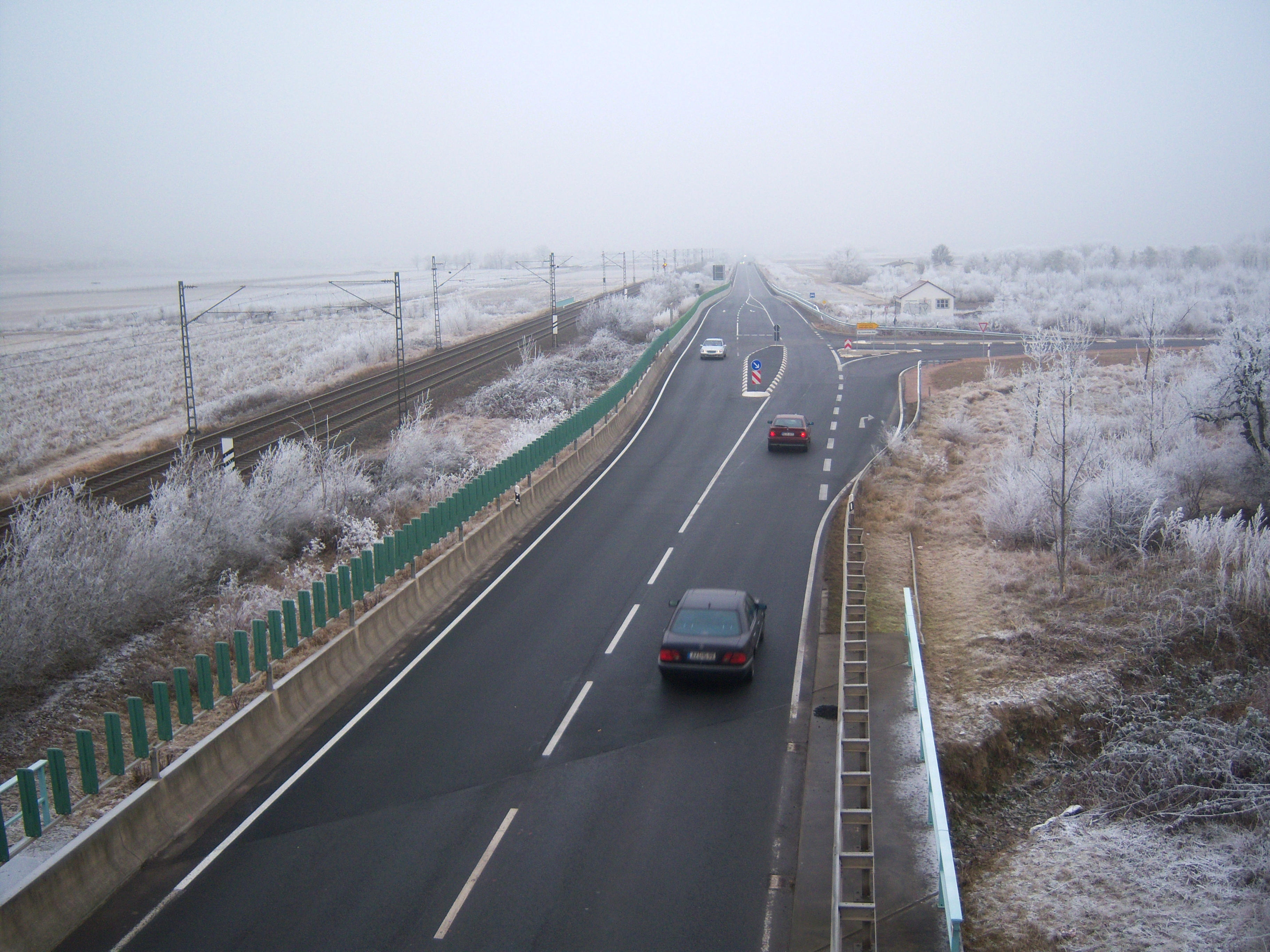
Bundesstraße 9
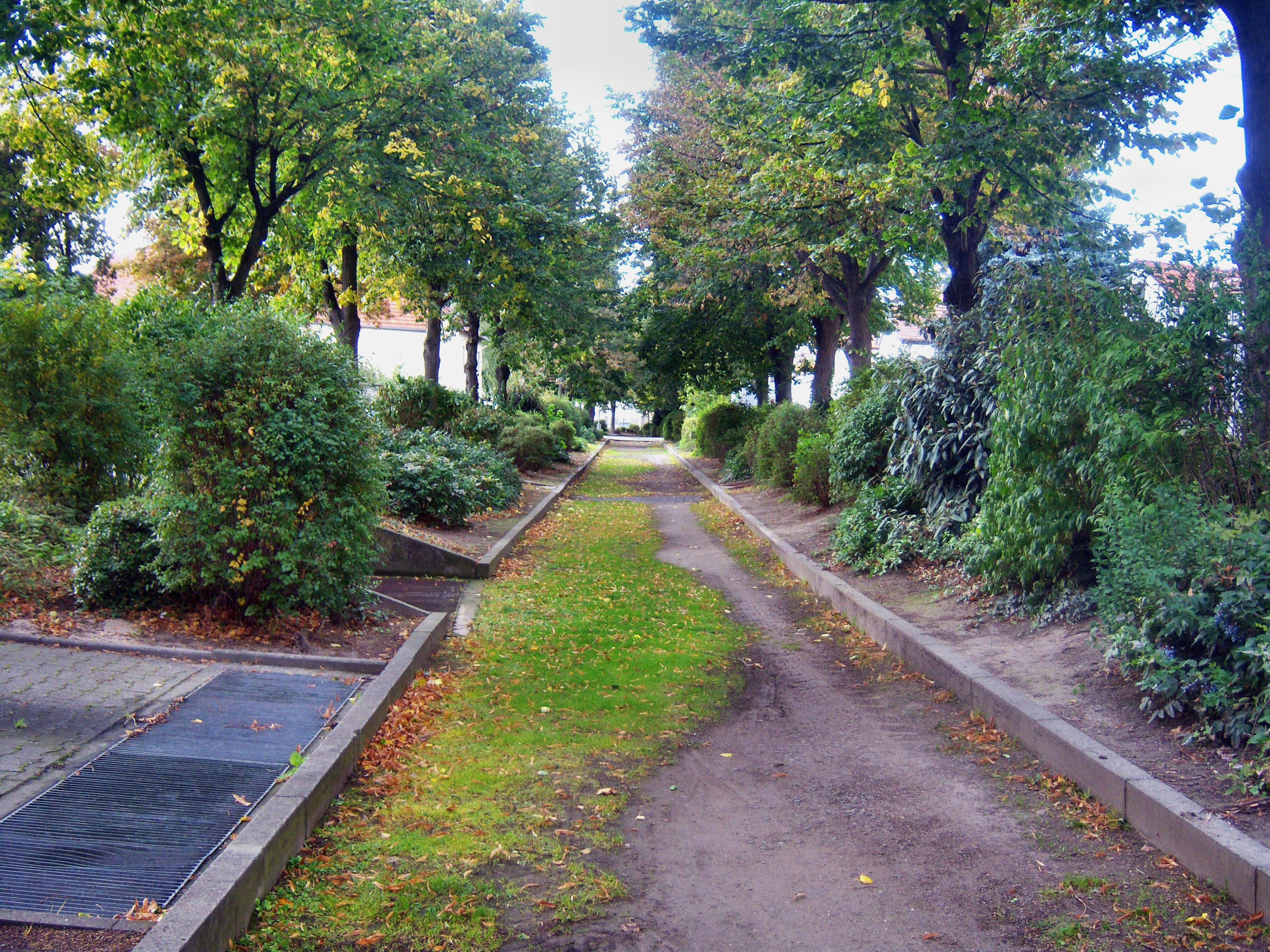
Promenade
Localisation de Guntersblum dans la Verbandsgemeide et dans l'arrondissement